# 鼠遊亭鉄扇
鼠遊亭 鉄扇（そゆうてい てっせん）は、落語家の名跡。現在は空き名跡となっている。旧字体は鼠遊亭鐵扇。
2代目は2人いたようでありつまびらかでない。

## 初代
- 初代 鼠遊亭鉄扇（生没年不詳）は、本名、享年不詳。

文政から嘉永末時代の人物ではじめ、師匠筋不明で栄山といい講談師であった。のちに初代船遊亭扇橋の門弟となり鼠遊亭鉄扇を名乗った。軍書笑話を得意とした。1854年出版の「落語年代記」では故人として記載されている。

## 2代目
2代目は同時期ではないが2人いたようである。
- 2代目 鼠遊亭鉄扇（生没年不詳）は、本名：樋口源内（後の栄吉）、享年不詳

福山藩の樋口茂の倅で源内、後に江戸へ来て栄吉と名乗った。天保の頃から初代の門弟となり萬文亭古扇、扇之助、口渡り語教を経て初代没後間もなく2代目鼠遊亭鉄扇を襲名した。
- 2代目 鼠遊亭鉄扇（生没年不詳）は、本名、享年不詳。

上記とは別の幕末から明治はじめの人物、初代の門弟で志ん玉から2代目鼠遊亭鉄扇を襲名した、後年鼠遊亭鉄風を名乗った。明治10年代に没したようである。
3代目柳亭左楽、2代目富士松ぎん蝶、中村秀五郎、中村鶴若は実子もいわれるがはっきりしない（一説には4人の父は春風亭柳賀とも）。

## 3代目
- 3代目 鼠遊亭鉄扇（生没年不詳）は、本名、享年不詳。

初代の門弟の鉄山が鼠遊亭鉄風の2代目が没後明治10年代に襲名した。

## 鉄扇楼鼠遊
桂文慶が鉄扇楼 鼠遊として名乗った。